# Toyota Publica
Toyota Publica är en personbil som tillverkades av den japanska biltillverkaren Toyota i två generationer mellan 1961 och 1978.

## Toyota Publica P10/P20

### Toyota Publica P10
I mitten av 1950-talet gick de japanska myndigheterna ut med en anmodan till landets biltillverkare att ta fram en enkel och billig folkbil. Toyotas svar var Publica, en liten tvådörrarsbil med fyra sittplatser som introducerades sommaren 1961. Bilen hade en luftkyld tvåcylindrig boxermotor. Toyota hade övervägt framhjulsdrift men för att förenkla konstruktionen och hålla ned kostnaderna blev den bakhjulsdriven med stel bakaxel upphängd i längsgående bladfjädrar. Konstruktörerna använde mycket lättmetaller och plaster för att reducera vikten. Under de första åren utökades antalet karossvarianter med en kombi, en cabriolet och även en liten pick up. För att hålla priset lågt var utförandet mycket enkelt, men kundernas smak och köpkraft hade förändras. Det var först sedan en bättre utrustad Deluxe-version introducerats 1963 som försäljningen tog fart.
P10-modellen använde varken Toyota- eller Toyopet-namnen utan såldes endast som Publica.

### Toyota Publica P20
1966 kom den uppdaterade P20 med större motor. Cabrioleten fick även den starkare versionen med dubbla förgasare från Sports 800. Bilen såldes nu under namnet Toyota Publica.
Versioner:
| Modell | Motor                | Cylindervolym | Effekt | Bränslesystem    |
| ------ | -------------------- | ------------- | ------ | ---------------- |
| P10    | 2-cyl boxermotor ohv | 697cm³        | 28 hk  | Enkel förgasare  |
| P20    | 2-cyl boxermotor ohv | 790 cm³       | 36 hk  | Enkel förgasare  |
| P20 S  | 2-cyl boxermotor ohv | 790 cm³       | 45 hk  | Dubbla förgasare |

## Toyota Publica P30
Våren 1968 kom den nya Publica P30. Bilen såg ut som en mindre version av Toyota Corolla med kortare hjulbas. Förutom boxermotorn fanns även en större radfyra från Corolla. Modellen exporterades även som Toyota 1000. I samband med en uppdatering 1972 försvann den ursprungliga boxern som inte kunde anpassas till hårdare krav på avgasrening.
Tillverkningen av personbilarna upphörde 1978, men pick up-modellen fortsatte tillverkas fram till 1988.
Versioner:
| Modell | Motor                | Cylindervolym | Effekt | Bränslesystem   |
| ------ | -------------------- | ------------- | ------ | --------------- |
| P30    | 2-cyl boxermotor ohv | 790cm³        | 40 hk  | Enkel förgasare |
| P30    | 4-cyl radmotor ohv   | 993 cm³       | 47 hk  | Enkel förgasare |
| P30    | 4-cyl radmotor ohv   | 1166 cm³      | 68 hk  | Enkel förgasare |

## Toyota Publica Starlet P40
1973 presenterades coupén Publica Starlet. Senare tillkom även en fyrdörrars sedan.
- Se vidare under huvudartikeln Toyota Starlet.